# Logorré
Logorré är en medicinsk benämning på pratsjuka eller mundiarré, det vill säga ett onormalt snabbt eller okontrollerat tal. I båda fallen förvirrar talet och försvårar för lyssnaren att förstå. I den onormalt snabba formen kan logorré framträda i samband med mani, i den okontrollerade formen exempelvis vid (tillfällig) förvirring, demens eller vid sensorisk afasi. Båda varianterna kan även uppträda hos annars normala (ej sjukdiagnosticerade) människor.
I samband med schizofreni förekommer logorré som ett förvirrat ordflöde som präglas av upprepade ord, uttryck och satser.

## Etymologi
Ordet logorré kommer från nylatinets logorrhoea. Det är i sin tur bildat på grekiskans logos ('ord', 'tal') och rohoia ('flöde'). Andra ord som har bildats utifrån dessa grekiska ord är logopedi ('hantering av språk[störning]') och diarré ('genomflöde').